# 哈沃拉
哈沃拉是德国下萨克森州的一个市镇。总面积16.84平方公里，总人口1558人，其中男性775人，女性783人（2011年12月31日），人口密度93人/平方公里。